# William Walpole
William Walpole (29 de Janeiro de 1789 — Londres, Maio de 1875) foi um oficial da Marinha Real Britânica que comandou o bloqueio à Terceira durante as guerras liberais. Tendo ingressado na Royal Navy em 1803, tomou parte na batalha de Trafalgar como aspirante a bordo do HMS Colossus. Reformou-se em 27 de Abril de 1863 no posto de almirante.
William Walpole, então com o posto de tenente, serviu com o governador James Stirling, a bordo do HMS Warspite, na exploração da costa da Austrália em 1809. Em sua honra foi dado o nome de Walpole a uma pequena baía situada a cerca de 430 km a sueste de Perth, onde hoje se localiza a pequena povoação de Walpole, em pleno Walpole-Nornalup National Park.
No bloqueio à ilha Terceira, Açores, ordenado pelo governo britânico para evitar o reforço das forças liberais ali estacionadas, o então capitão Walpole, comandante da fragata HMS Ranger, protagonizou um complexo incidente com as forças comandadas pelo futuro marechal Saldanha, obrigando-as, a tiro, a retirar da baía da Praia e a retirar para França. Esta intervenção britânica nos Açores colocou em perigo a sobrevivência das forças liberais.